# Oréjov Kut
Oréjov Kut (del ruso: Орехов Кут) es un posiólok del raión de Temriuk del krai de Krasnodar del sur de Rusia. Está situado en la península de Tamán, en la orilla derecha del brazo principal del río Kubán, en su delta, 3 km al sur de Temriuk y 128 km al oeste de Krasnodar, la capital del krai. No tenía población constante en 2010.
Pertenece al municipio Temriukskoye.